# Lana Turner
Lana Turner (született: Julia Jean Mildred Frances Turner) (Wallace, Idaho, 1921. február 8. – Century City, Kalifornia, 1995. június 29.) amerikai színésznő. 
Legjelentősebb szerepeit az 1940-es és 1950-es évek filmjeiben játszotta.

## Fiatalkor és családja
Édesapja, John Virgil Turner bányász volt Tennessee-ben. Édesanyja Mildred Francis Cohan 16 éves volt, amikor megszülte lányát. Szülei Judynak hívták. Amikor Lana 6 éves volt, San Franciscóba költöztek egy jobb élet reményében. 
Tízéves korában édesapja sok pénzt nyert egy kártyajátékon, és megígérte, hogy a pénzen megveszi lányának a hőn áhított kerékpárt. Azonban ígéretét nem tudta betartani, mert a hazafelé úton meggyilkolták, pénzét elrabolták. Az eset után nem sokkal édesanyjával Los Angelesbe költöztek.

## Pályafutása
Legismertebb filmszerepe a gyilkos Cora Smith megformálása volt A postás mindig kétszer csenget című filmben 1946-ban. Legsikeresebb filmje az 1959-es Látszatélet volt. Az 1957-ben forgatott Peyton Place című filmben Constance MacKenzie szerepéért Oscar-díj jelölést kapott a legjobb női főszereplő kategóriában. A legtöbb filmben (15-ször) Edwin B. Willis és Cedric Gibbons volt a partnere.

## Magánélete
Nyolcszor ment férjhez, és hétszer vált el. Első férje a zenekarvezető Artie Shaw. Második férje (és később a hetedik is) az egykori színész, Stephen Crane volt, de egy hét együttélés után megsemmisítették a házasságot. Harmadik férje Bob Topping milliomos playboy volt. Negyedik a mozi-Tarzan Lex Barker volt. A többi három férje nem volt híres. A titokzatos milliárdos Howard Hugheszal eltöltött románcáról is pletykáltak a korabeli lapok.
Egy gyermeke született Cheryl Grane 1943-ban, aki Johnny Stompanato nevű ifjú szeretőjét megölte.

## Filmográfia

### Film
| eredeti cím                    | magyar cím                      | év   | szerep                                  | szereplőtárs(ak)                                                                                   | jegyzet |
| ------------------------------ | ------------------------------- | ---- | --------------------------------------- | -------------------------------------------------------------------------------------------------- | --- |
| They Won't Forget              |                                 | 1937 | Mary Clay                               | Claude Rains, Gloria Dickson                                                                       | |
| A Star is Born                 | Új csillag született            | 1937 | egy ember Santa Anita-nál               | Fredric March, Janet Gaynor, Roland Young, Billie Burke                                            | |
| Topper                         |                                 | 1937 |                                         | Constance Bennett, Cary Grant, Roland Young, Billie Burke                                          | |
| The Great Garrick              |                                 | 1937 | Mademoiselle Auber                      | Brian Aherne, Olivia de Havilland                                                                  | |
| The Adventures of Marco Polo   |                                 | 1938 | Nazama's Maid                           | Gary Cooper, Sigrid Gurie, Basil Rathbone                                                          | |
| Love Finds Andy Hardy          |                                 | 1938 | Cynthia Potter                          | Mickey Rooney, Judy Garland                                                                        | |
| The Chaser                     |                                 | 1938 | Miss Rutherford (jelenete törölve lett) | Dennis O'Keefe, Ann Morriss, Lewis Stone                                                           | |
| Four's a Crowd                 |                                 | 1938 | járókelő                                | Errol Flynn, Olivia de Havilland, Rosalind Russell, Patric Knowles                                 | |
| Rich Man, Poor Girl            |                                 | 1938 | Helen Thayer                            | Robert Young, Lew Ayres, Ruth Hussey                                                               | |
| Dramatic School                |                                 | 1938 | Mado                                    | Luise Rainer, Paulette Goddard                                                                     | |
| Calling Dr. Kildare            |                                 | 1939 | Rosalie Lewett                          | Lew Ayres, Lionel Barrymore, Laraine Day                                                           | |
| These Glamour Girls            |                                 | 1939 | Jane Thomas                             | Lew Ayres                                                                                          | |
| Dancing Co-Ed                  |                                 | 1939 | Patty Marlow                            | Richard Carlson, Artie Shaw                                                                        | Lana Turner ebben a filmben találkozott először későbbi első férjével, Artie Shaw színésszel                            |
| Two Girls on Broadway          |                                 | 1940 | Patricia 'Pat' Mahoney                  | Joan Blondell, George Murphy                                                                       | Az 1929-ben forgatott The Broadway Melody film remake-je                                                                |
| We Who Are Young               |                                 | 1940 | Marjorie White Brooks                   | John Shelton                                                                                       | |
| Ziegfeld Girl                  |                                 | 1941 | Sheila Regan                            | James Stewart, Judy Garland, Hedy Lamarr                                                           | Lana Turner áttörő filmje                                                                                               |
| Dr. Jekyll and Mr. Hyde        | Ördög az emberben               | 1941 | Bea Emery                               | Spencer Tracy, Ingrid Bergman                                                                      | Lana Turner eredetileg Ivy Pearson szerepét játszotta volna el, de az utolsó pillanatban megcserélték Ingrid Bergmannal |
| Honky Tonk                     |                                 | 1941 | Elizabeth Cotton                        | Clark Gable, Claire Trevor                                                                         | Első filmje Clark Gable színésszel                                                                                      |
| Johnny Eager                   |                                 | 1942 | Lisbeth Bard                            | Robert Taylor, Van Heflin                                                                          | |
| Somewhere I'll Find You        | Valahol megtalállak             | 1942 | Paula Lane                              | Clark Gable, Robert Sterling                                                                       | Második filmje Clark Gable színésszel                                                                                   |
| The Youngest Profession        |                                 | 1943 | önmaga (mint vendég sztár)              | Virginia Weidler, John Carroll                                                                     | Cameo szerepe |
| Slightly Dangerous             |                                 | 1943 | Peggy Evans/Carol Burden                | Robert Young, Walter Brennan                                                                       | |
| Du Barry Was a Lady            |                                 | 1943 | Cameo                                   | Red Skelton, Lucille Ball, Gene Kelly                                                              | |
| Marriage Is a Private Affair   |                                 | 1944 | Theo Scofield West                      | John Hodiak, James Craig                                                                           | |
| Keep Your Powder Dry           |                                 | 1945 | Valerie 'Val' Parks                     | Laraine Day, Susan Peters                                                                          | |
| Week-End at the Waldorf        | Hétvége a Waldorfban            | 1945 | Bunny Smith                             | Ginger Rogers, Walter Pidgeon, Van Johnson                                                         | Az 1932-ben forgatott Grand Hotel film remake-je                                                                        |
| The Postman Always Rings Twice | A postás mindig kétszer csenget | 1946 | Cora Smith                              | John Garfield                                                                                      | Lana Turner egyik legnagyszerűbb játéka, ő maga is személyes kedvencének tartotta ezt az alakítást                      |
| Green Dolphin Street           | A zöld delfin utca              | 1947 | Marianne Patourel                       | Van Heflin, Donna Reed, Richard Hart                                                               | |
| Cass Timberlane                |                                 | 1947 | Virginia Marshland                      | Spencer Tracy                                                                                      | |
| Homecoming                     | Hazatérés                       | 1948 | Jane 'Snapshot' McCall                  | Clark Gable, Anne Baxter, John Hodiak                                                              | Harmadik filmje Clark Gable színésszel                                                                                  |
| The Three Musketeers           | A három testőr                  | 1948 | Milady de Winter                        | Gene Kelly, Vincent Price, June Allyson, Van Heflin, Angela Lansbury                               | |
| A Life of Her Own              | A saját élete                   | 1950 | Lily Brannel James                      | Ray Milland, Louis Calhern, Ann Dvorak                                                             | Az egyetlen film, amelyet George Cukor rendezővel készített                                                             |
| Mr. Imperium                   | Mr. Imperium                    | 1951 | Fredda Barlo                            | Ezio Pinza                                                                                         | |
| The Merry Widow                | A vidám özvegy                  | 1952 | Crystal Radek                           | Fernando Lamas                                                                                     | |
| The Bad and the Beautiful      | A szörnyeteg és a szépség       | 1952 | Georgia Lorrison                        | Kirk Douglas, Walter Pidgeon, Dick Powell, Gloria Grahame                                          | |
| Latin Lovers                   |                                 | 1953 | Nora Taylor                             | Ricardo Montalbán                                                                                  | |
| Flame and the Flesh            |                                 | 1954 | Madeline                                | Pier Angeli, Carlos Thompson                                                                       | |
| Betrayed                       | Elárultan                       | 1954 | Carla Van Oven                          | Clark Gable, Victor Mature                                                                         | Negyedik és egyben utolsó filmje Clark Gable színésszel                                                                 |
| The Prodigal                   | A tékozló                       | 1955 | Samarra                                 | Edmund Purdom, Louis Calhern                                                                       | |
| The Sea Chase                  | Tengeri vadászat                | 1955 | Elsa Keller                             | John Wayne                                                                                         | |
| The Rains of Ranchipur         | Árvíz Indiában                  | 1955 | Lady Edwina Esketh                      | Richard Burton, Fred MacMurray                                                                     | |
| Diane                          |                                 | 1956 | Diane de Poitiers                       | Roger Moore, Marisa Pavan, Pedro Armendáriz                                                        | Az MGM filmstúdióval kötött 18 éves szerződése utolsó filmje                                                            |
| Peyton Place                   |                                 | 1957 | Constance MacKenzie                     | Lee Philips, Hope Lange, Diane Varsi, Russ Tamblyn, Arthur Kennedy                                 | Oscar-díj a legjobb női főszereplőnek – jelölés                                                                         |
| The Lady Takes a Flyer         |                                 | 1958 | Maggie Colby                            | Jeff Chandler                                                                                      | |
| Another Time, Another Place    | Máshol, máskor                  | 1958 | Sara Scott                              | Sean Connery, Barry Sullivan                                                                       | |
| Imitation of Life              | Látszatélet                     | 1959 | Lora Meredith                           | John Gavin, Sandra Dee, Juanita Moore, Susan Kohner                                                | Lana Turner legsikeresebb filmje                                                                                        |
| Portrait in Black              |                                 | 1960 | Sheila Cabot                            | Anthony Quinn, Richard Basehart, Sandra Dee, John Saxon, Virginia Grey, Ray Walston, Anna May Wong | |
| By Love Possessed              | Ki nem mondott szeretet         | 1961 | Marjorie Penrose                        | Efrem Zimbalist Jr., Jason Robards                                                                 | |
| Bachelor in Paradise           | Agglegény a paradicsomban       | 1961 | Rosemary Howard                         | Bob Hope, Janis Paige, Paula Prentiss, Jim Hutton, Virginia Grey, Agnes Moorehead                  | |
| Who's Got the Action?          |                                 | 1962 | Melanie Flood                           | Dean Martin                                                                                        | |
| Love Has Many Faces            |                                 | 1965 | Kit Jordan                              | Cliff Robertson, Ruth Roman                                                                        | |
| Madame X                       |                                 | 1966 | Holly Parker                            | John Forsythe, Constance Bennett, Burgess Meredith, Ricardo Montalbán                              | |
| The Big Cube                   |                                 | 1969 | Adriana Roman                           | George Chakiris, Karin Mossberg, Richard Egan                                                      | |
| The Last of the Powerseekers   |                                 | 1971 | Tracy Carlyle Hastings                  | Ralph Bellamy, George Hamilton                                                                     | tévéfilm |
| Persecution                    |                                 | 1974 | Carrie Masters                          | Trevor Howard                                                                                      | |
| Bittersweet Love               | Tiltott szerelem                | 1976 | Claire                                  | Robert Lansing, Celeste Holm                                                                       | |
| Witches' Brew                  |                                 | 1980 | Vivian Cross                            | Teri Garr, Richard Benjamin                                                                        | |
| That's Dancing!                | Tánc, a csodák csodája          | 1985 |                                         | Liza Minnelli, Gene Kelly, Shirley Temple, John Travolta                                           | |
| Thwarted                       |                                 | 1991 | Margo Lane                              | William Hauckes, Victor Helou                                                                      | Lana Turner utolsó filmszerepe                                                                                          |

### Televízió
| eredeti cím   | magyar cím   | év        | szerep                 | jegyzet   |
| ------------- | ------------ | --------- | ---------------------- | --------- |
| The Survivors |              | 1969–1970 | Tracy Carlyle Hastings | 15 epizód |
| Falcon Crest  |              | 1982–1983 | Jacqueline Perrault    | 6 epizód  |
| The Love Boat | Szerelemhajó | 1985      | Elizabeth Raley        | 2 epizód  |

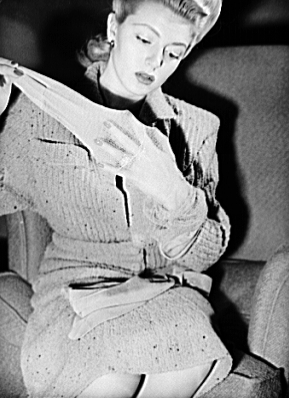
1941 októberében
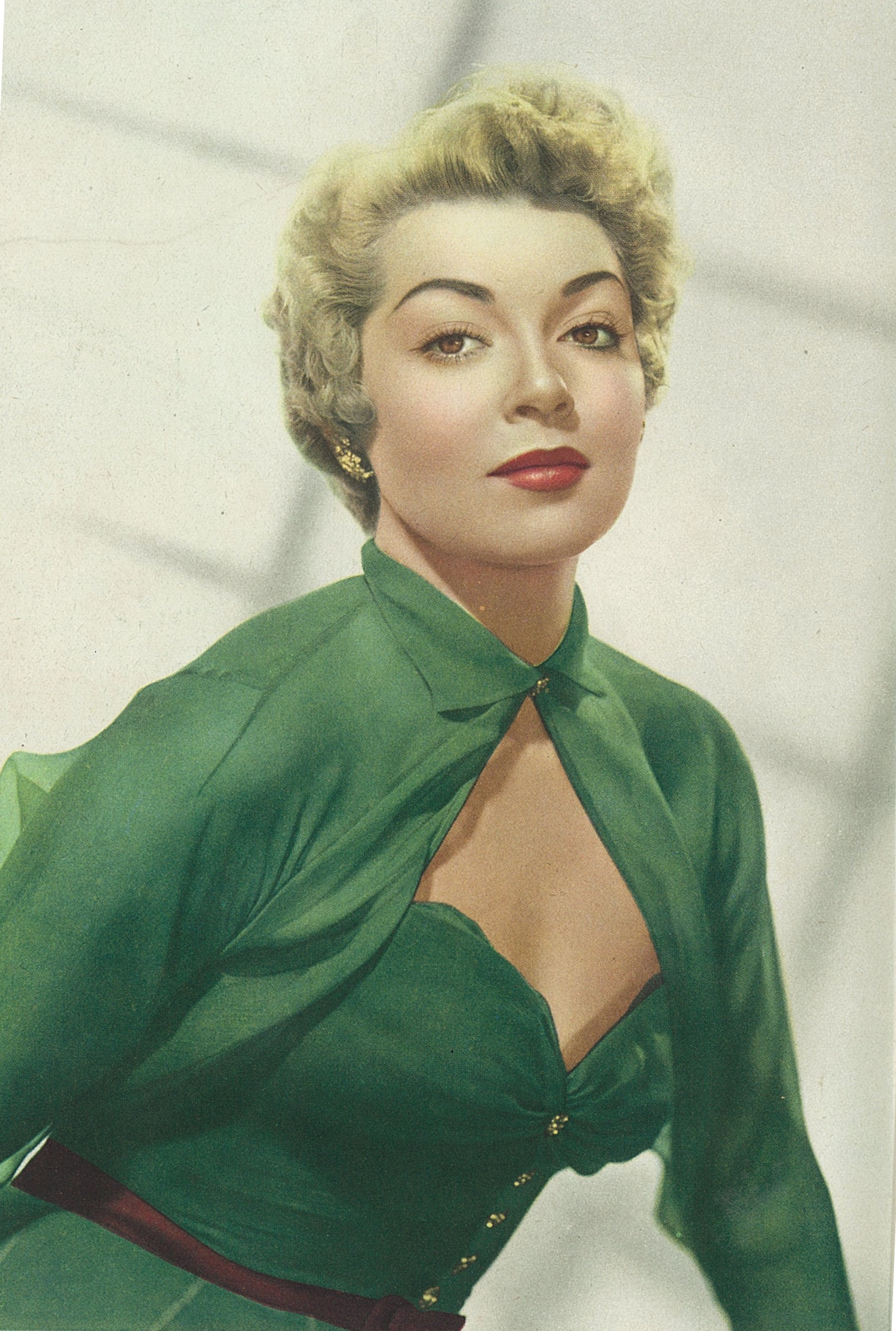
Lana Turner 1951 februárjában
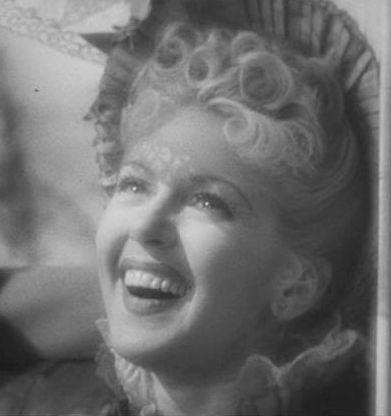
Az Ördög az emberben című filmben (1941)
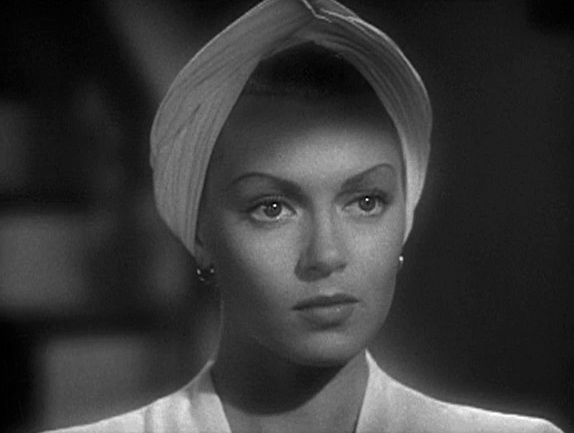
A postás mindig kétszer csenget című filmben (1946)
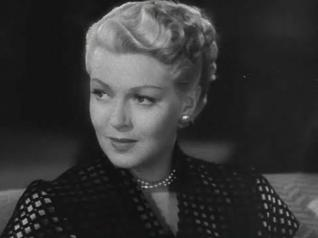
A saját élete című filmben (1950)
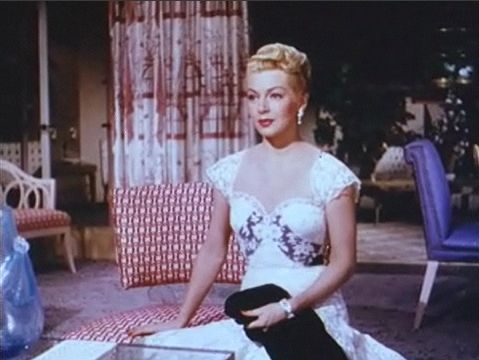
A latin szeretők című filmben (1953)
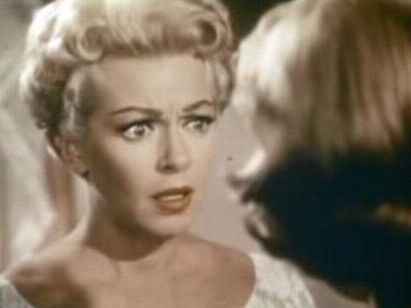
A Látszatélet című filmben (1959)